# 古达尔格
古达尔格（法語：Goudargues，法語發音：[ɡudaʁɡ]）是法国加尔省的一个市镇，属于尼姆区。

## 地理
古达尔格（44°12'56"N, 4°27'57"E）面积30.27 平方千米，位于法国奧克西塔尼大區加尔省，该省份为法国南部沿海省份，南端濒地中海，北起顺时针与阿尔代什省、沃克吕兹省、罗讷河口省、埃罗省、阿韦龙省和洛泽尔省接壤。
与古达尔格接壤的市镇（或旧市镇、城区）包括：科尔尼永、吕桑、梅雅讷-勒克拉普、圣安德烈-德罗克佩尔蒂、韦尔弗伊。

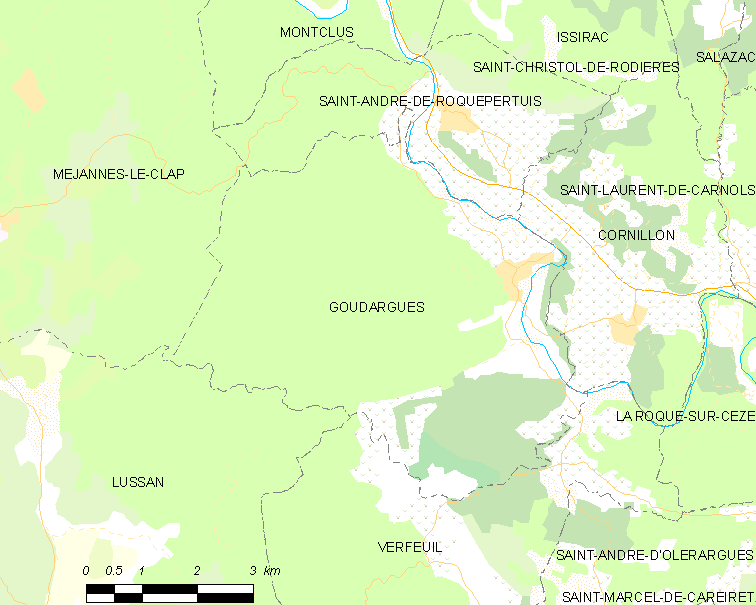
古达尔格的OSM定位图

古达尔格的时区为UTC+01:00、UTC+02:00（夏令时）。

## 行政
古达尔格的邮政编码为30630，INSEE市镇编码为30131。

## 政治
古达尔格所属的省级选区为蓬圣埃斯普里县。

## 人口

1962-2008年间古达尔格人口变化图示

古达尔格于2022年1月1日时的人口数量为1118人。